# الرزفة
الرزفة، رقصة شعبية، وأحد الفنون التقليدية التي يمارسها الرجال في بعض دول الخليج وخصوصًا الإمارات العربية المتحدة، حيث تؤدّى في مختلف المناسبات كالأعراس، والأعياد، والمناسبات الاجتماعية، والمهرجانات الوطنية، والاستقبالات الرسمية.
أدرجت منظمة الأمم المتحدة للتربية والعلوم والثقافة (اليونيسكو)، «العرضة» السعودية ورقصة «الرزّفة» الخليجية، ضمن القائمة التمثيلية للتراث الثقافي العالمي غير المادي، وكلتاهما يؤديها الرجال في بعض الدول الخليجية، وذلك خلال اجتماع منظمة اليونيسكو المنعقد حاليًا بالعاصمة الناميبية ويندهوك في 2015، بحضور ممثلين عن 175 دولة، وذلك بعد أن قدم عدد من الدول الخليجية ملفين منفصلين لاعتمادهما.

## الأداء
يجتمع الرجال لإقامة الرزفة، بتكوين صفين متقابلين متوازيين، كما هو الحال في رزحة الحضر تماماً، ثم تبدأ بعد ذلك شلة الغناء، يقوم أحد شعراء «الرزفة» البدوية بتلقين أحد الصفين نص شلة الغناء شعراً، فيتلقفها ذلك الصف، ويقوم بترديد الشلة شعراً ونغماً، أما الصف الآخر فيردد ما يغنيه الصف الأول، بحيث يصبح غناء الشلة متبادلاً بين الصفين، ويستمر تبادل الغناء بين المشاركين في الشلة من شعر، وعندما يتوقف الجميع فيأخذون قسطاً من الراحة لتبدأ بعدها شلة أخرى من شلات الرزفة·
تتألف «الرزفة» من عنصرين، حركة المشاركين في الصفين، وحركة الرازفين بين هذين الصفين، المشاركون يمسكون بعصي من الخيزران أو قد يمسكون ببنادق أو سيوف يركزونها على الأرض ويحركون رؤوسهم إلى أعلى وأسفل في إيماءات متوالية، وثنيات خفيفة من الجزء الأعلى من الجسم، وقد يضعون هذه العصي على أكتافهم ويقومون بنفس الحركات السابقة أما حركة الرازفين بين الصفين فهي حركة طليقة: فهم يجولون في الساحة بين الصفين يحمل كل واحد منهم سيفه أو بندقيته أو نصل خنجره، في خطوات ثابتة يستعرضون برمي سيفه أو بندقيته عالياً في الهواء ليتلقفها مرة أخرى قبل أن تسقط على الأرض، أو قد يقوم أحدهم برفع بندقيته عالياً ويلفها بين يديه بحيث ترسم دائرة كاملة في الهواء إلى غير ذلك من الاستعراض بالأسلحة·

### الإيقاع والشعر
الرزفة البدوية مثلها مثل غيرها من فنون البدو الأخرى تؤدى دون مصاحبة آلات الإيقاع، فهي خالية تماماً من الطبول، ولكنها غنية بإيقاعها اللحني وحركات المشاركين فيها وئيدة وقورة إلى حد ما تتناسب ونغم الغناء فيها· والشعر في الرزفة البدوية يتناول أغراضًا عديدة، وإن كان أغلبه في الغزل، والحكمة، والمدح، أو في الذكريات، والبحر الشعري فيه قصير لكي يتناسب وطريقة الأداء في الرزفة، وله شعراؤه المختصون في قرض هذا النوع من الشعر بالرغم من أن الرزفة من الفنون التقليدية إلا أنها انتشرت بكثرة ويقبل على ممارستها وأدائها الكبار في السن والشباب وحتى الصغار من الأولاد الذين في أدائهم يغرون الرائي المشاركة لهم في الحلقة والقيام بالاستعراض معهم· فالأطفال يعكسون الوجه المميز لهذا الإيقاع الخليجي·